# Microbotryum nepalense
Microbotryum nepalense är en svampart som först beskrevs av Liro, och fick sitt nu gällande namn av Vánky 1998. Microbotryum nepalense ingår i släktet Microbotryum och familjen Microbotryaceae.   Inga underarter finns listade i Catalogue of Life.